# Pavel Ripka
Podplukovník generálního štábu Pavel Ripka (30. června 1898 Český Brod – 26. srpna 1942 Věznice Plötzensee) byl důstojník československé armády a odbojář z období druhé světové války popravený nacisty.

## Život

### Před druhou světovou válkou
Pavel Ripka se narodil 30. června 1898 v Českém Brodě v rodině Filipa a Anny rozené Bergerové. Vychodil obecnou školu v Blansku, mezi lety 1909 a 1916 vystudoval českou vyšší reálku v Brně, poté studoval na rakousko-uherských vojenských školách, což zakončil v srpnu 1917. Stal se vojákem z povolání, mezi lety 1934 a 1936 vystudoval Vysokou školu válečnou. Většinu třicátých let sloužil na různých postech v Brně, dne 31. července 1937 se stal členem skupiny důstojníků generálního štábu.

### Druhá světová válka

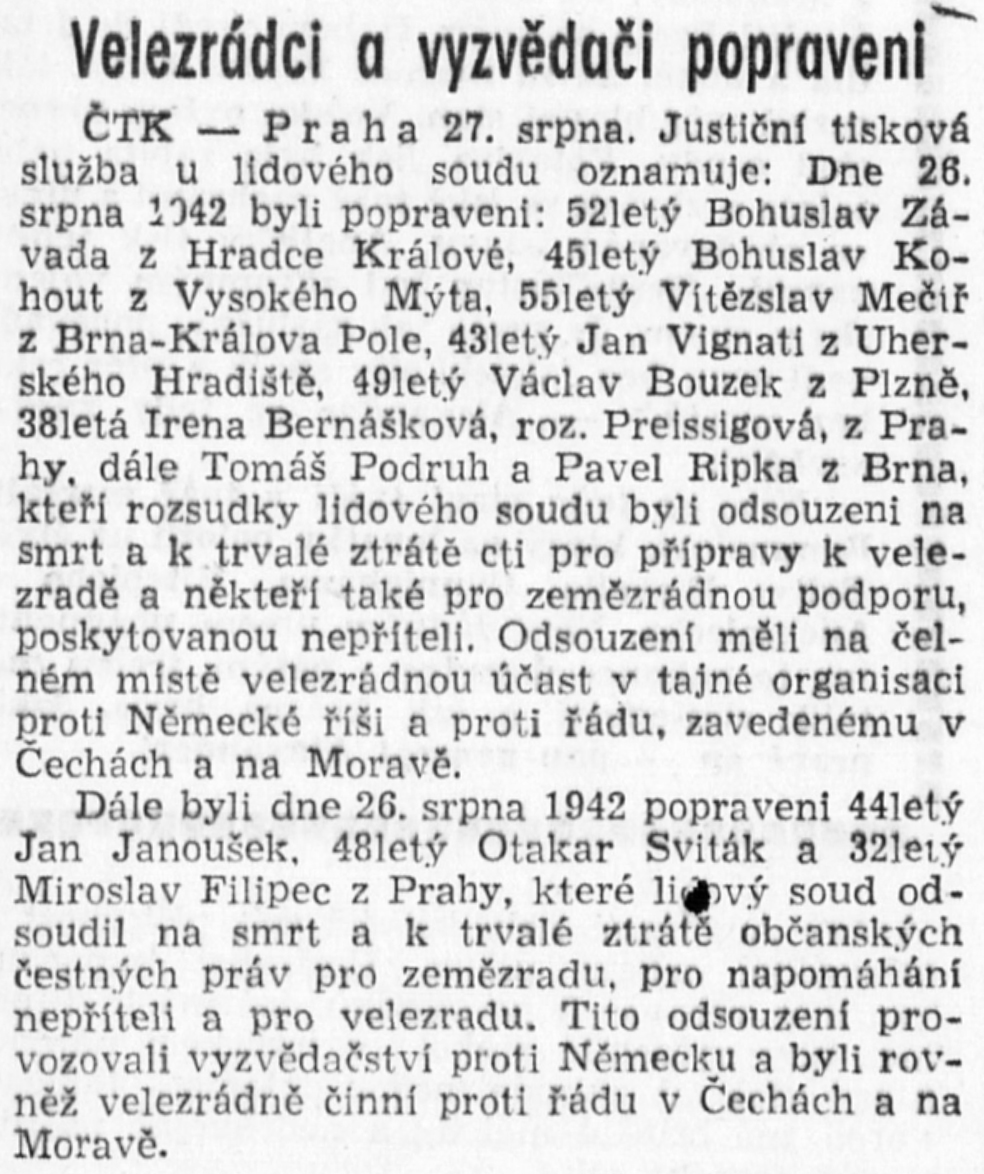
Článek v protektorátní Moravské orlici se seznamem popravených dne 26.8.1942

Po německé okupaci v březnu 1939 a zrušení Československé armády pracoval Pavel Ripka na zemském úřadu v Brně. Od května 1939 byl činný v odbojové organizaci Obrana národa pro kraj Brno-město. Za svou činnost byl 6. prosince 1939 zatčen gestapem a vězněn postupně v Sušilových a Kounicových kolejích, dále během roku 1940 v Breslau a Wohlau, od února 1941 pak v berlínské věznici Alt-Moabit. Dne 5. prosince téhož roku byl lidovým soudem odsouzen k trestu smrti a následující den přemístěn do další berlínské věznice Plötzensee. Zde byl dne 26. srpna 1942 popraven gilotinou.

## Rodina
Pavel Ripka se 28. února 1923 v Chebu oženil s Markétou Wellovou (1901-1948). I ona se účastnila protinacistické odbojové činnosti, za kterou byla 15. července 1944 zatčena. Vězněna byla v Brně, na Pankráci a v terezínské Malé pevnosti, konce druhé světové války se ale dožila.

## Posmrtná ocenění
- Pavlu Ripkovi byl in memoriam udělen Československý válečný kříž 1939
- Pavel Ripka byl in memoriam povýšen do hodnosti podplukovníka generálního štábu